# Молосковицы (станция)

Братская могила советских воинов

Моло́сковицы — станция Октябрьской железной дороги в Волосовском районе Ленинградской области на линии Мга — Ивангород. Расположена в посёлке Молосковицы.
На станции строятся высокие платформы: одна — с северной стороны станции, рядом с низкой, вторая — между третьим и четвёртым станционными путями.
На станции останавливаются все проходящие через неё пригородные поезда:
- 6661 Санкт-Петербург, Балтийский вокзал — Ивангород
- 6662 Ивангород — Санкт-Петербург, Балтийский вокзал
- 6673 Санкт-Петербург, Балтийский вокзал — Сланцы
- 6674 Сланцы — Санкт-Петербург, Балтийский вокзал

Расписание автобусов и поездов по Волосовскому и Кингисеппскому районам
У станции расположена автобусная остановка пригородных маршрутов:
- № 37 Волосово — Загорицы
- № 37 Волосово — Ущевицы
- № 41 Волосово — Беседа

Мимо станции проходит дорога Р39 «Пружицы — Молосковицы — Большой Сабск — Осьмино — Толмачёво».
Недалеко от станции находится братское захоронение времён Великой Отечественной войны.

## Крушение 2005 года
28 марта 2005 года на станции столкнулись два грузовых наливных поезда. Локомотивная бригада прибывающего нечётного, везущего мазут в Эстонию, уснула, в результате чего поезд выехал со станции под красный свет светофора и врезался во встречный грузовой, шедший порожняком. В результате аварии жертв не было.